# San Lorenzo (Mortara)

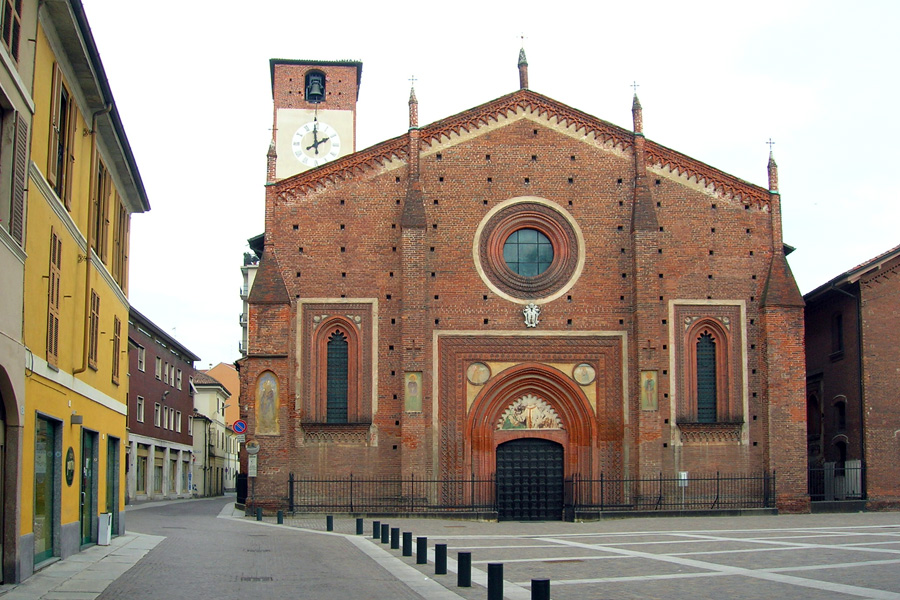
Stiftsbasilika San Lorenzo

Das Stiftsbasilika San Lorenzo ist eine Kirche in Mortara in der Lombardei, Italien. Das Pfarrkirche des Bistums Vigevano ist Laurentius von Rom gewidmet und trägt den Titel einer Basilica minor. Die gotische Kirche stammt aus dem 14. Jahrhundert und ist Sitz des Domherrenkapitels.

## Geschichte
Die Kirche wurde zwischen 1375 und 1380 von Bartolino da Novara im gotischen Stil der Lombardei entworfen und aus Backstein gebaut. Ein Umbau erfolgte 1573 durch Martino Bassi, Restaurierungen fanden 1840 und erneut 1916 statt. Bei dieser wurde die Kirche von Giuseppe Piatti etwa durch Entfernung von Kapellen schlichter gestaltet und der Altar ersetzt. Papst Pius XII. erhob die Kirche 1939 in den Rang einer Basilica minor.

## Architektur
Die dreischiffige Hallenkirche hat den Grundriss eines lateinischen Kreuzes, sie misst 49 × 19,5 Meter. Das Langhaus mit einem breiteren Mittelschiff ist in fünf Joche gegliedert, auf Höhe des Querhauses sind auf beiden Seiten je zwei Kapellen an die Seitenschiffe angefügt. Der Altarraum beginnt mit dem letzten Joch des Langhauses und schließt nach einem verkürzten Joch mit der fünfseitigen Apsis. An der linken Seite des Chors steht der quadratische Glockenturm.
Die unvollendete Ziegelfassade enthält ein zentrales rundes Fenster und seitliche Spitzbogenfenster, flankiert von Strebepfeilern, die sich zu Dachspitzen verjüngen. Die Rondelle an der Fassade stammen von Boniforte da Mortara, die polychromen Glasmalereien von Francesco Mossmeyer. Zwei äußere Basreliefs aus dem 15. Jahrhundert befinden sich über dem Eingangsportal. Die Fresken in den Lünetten der Portale sind das Werk von Nando Bialetti; das Fresko am Hauptportal, das die Jungfrau auf dem Thron mit vier kniebeugenden Heiligen darstellt, ist verloren gegangen.
Auf den Pilastern der Fassade freskierte Bialetti im 19. Jahrhundert die Heiligen Amico, Amelio und Albino Alcuino als Kopien des Polyptychon von Paolo da Brescia aus dem 15. Jahrhundert. Dieses stand in dem früheren Sitz des Stifts San Lorenzo in der Pfarrkirche Sant’Albino und wird heute in der Galleria Sabauda in Turin aufbewahrt.

## Ausstattung
Der Altar vom Anfang des 20. Jahrhunderts wird von einem imposanten Ziborium mit einer verkupferten Kuppel überragt. Vor diesem ist auf beiden Seiten des Chors die Orgel installiert. An den Wänden des Kirchenschiffs befindet sich in der ersten Hälfte rechts ein anonymes Fresko aus dem 15. Jahrhundert, das die Jungfrau mit dem Kind darstellt; in der zweiten Hälfte eine Jungfrau zwischen den Heiligen Rochus und Sebastian (1524), die Gaudenzio Ferrari zugeschrieben wird. Die Statue des hl. Lorenz ist ein Werk von Virgilio Del Conte.

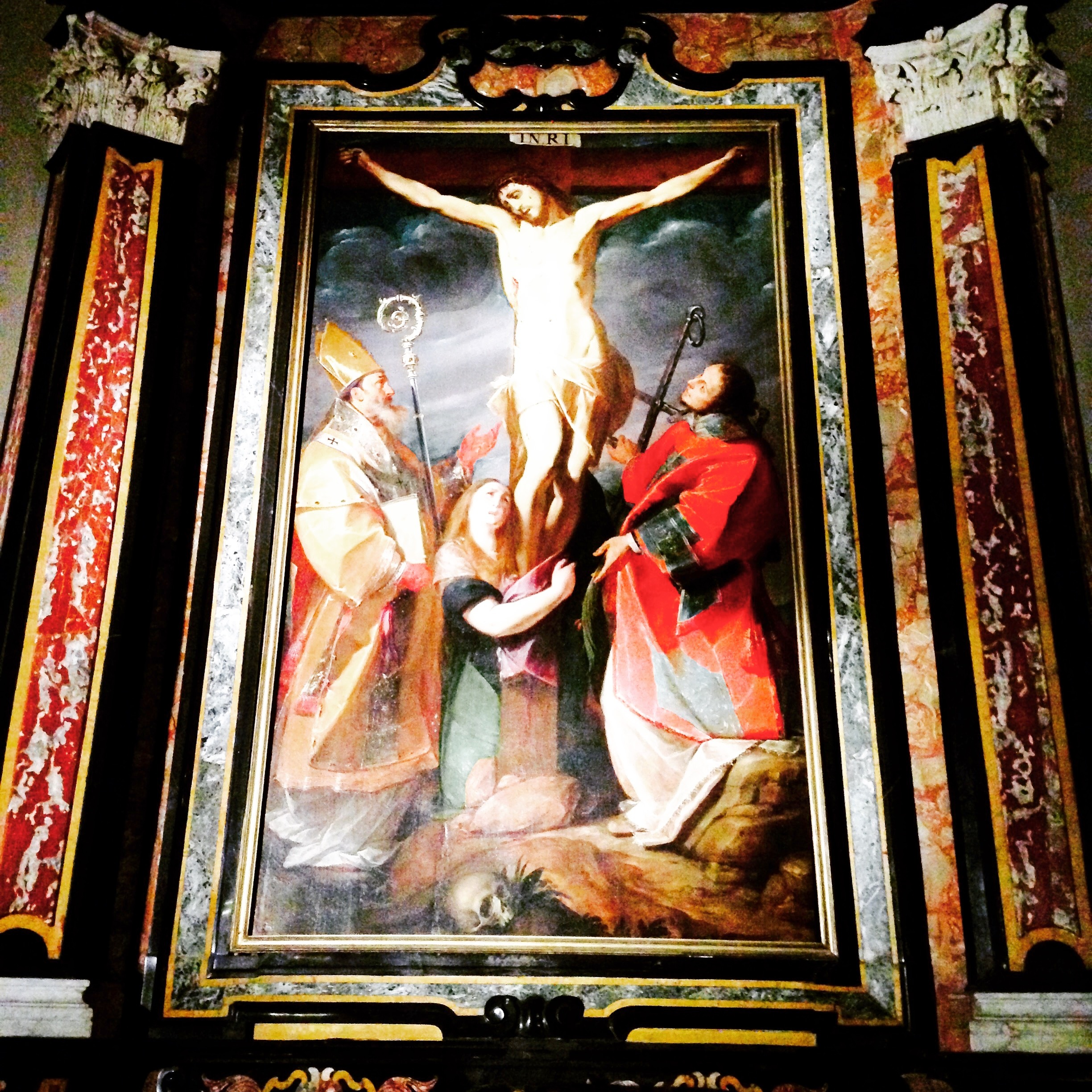
Kreuzigungsszene von Giovanni Battista Crespi

Die erste Kapelle beherbergt eine Tafel mit der Darstellung der Madonna des Rosenkranzes (1578) von Bernardo Lanino; dieser stellte auch auf einem Gemälde die 15 Geheimnisse des Rosenkranzes dar. Die Nische wird von vier Leinwänden vervollständigt, auf denen der Erzengel Gabriel und die Jungfrau der Verkündigung, die Flucht nach Ägypten und die Ruhe der Heiligen Familie von Giulio Cesare Procaccini dargestellt sind, sowie von einer Leinwand der Herrlichkeit im Paradies, die Camillo Procaccini zugeschrieben wird. Die zweite Kapelle, die von der Familie Tignosi in Auftrag gegeben wurde, beherbergt das große Altarbild von Sant’Ambrogio (1610) von Giovanni Battista Crespi, bekannt als Il Cerano. In der Kreuzigungsszene sind neben Ambrosius, Laurentius und Maria Magdalena (1610) zu sehen. Rechts vom Altar befindet sich eine Marmorstele von 1838, ein Werk des Abbondio Sangiorgio, auf der die Büste des Kanonikers Luigi Travelli steht.
In der ersten Kapelle auf der linken Seite befindet sich eine holzgeschnitzte Weihnachtskrippe aus dem 15. Jahrhundert mit etwa 80 Flachrelieffiguren von Lorenzo da Mortara. Daneben befindet sich Gemälde mit dem hl. Karl Borromäus im Gebet und der hl. Anna mit der Jungfrau Maria, die Pier Francesco Mazzucchelli zugeschrieben wird. Die zweite Kapelle zeigt ein Polyptychon aus dem 15. Jahrhundert auf einem sechsteiligen Tisch von A. de Mulini.